# Euphorbia viguieri

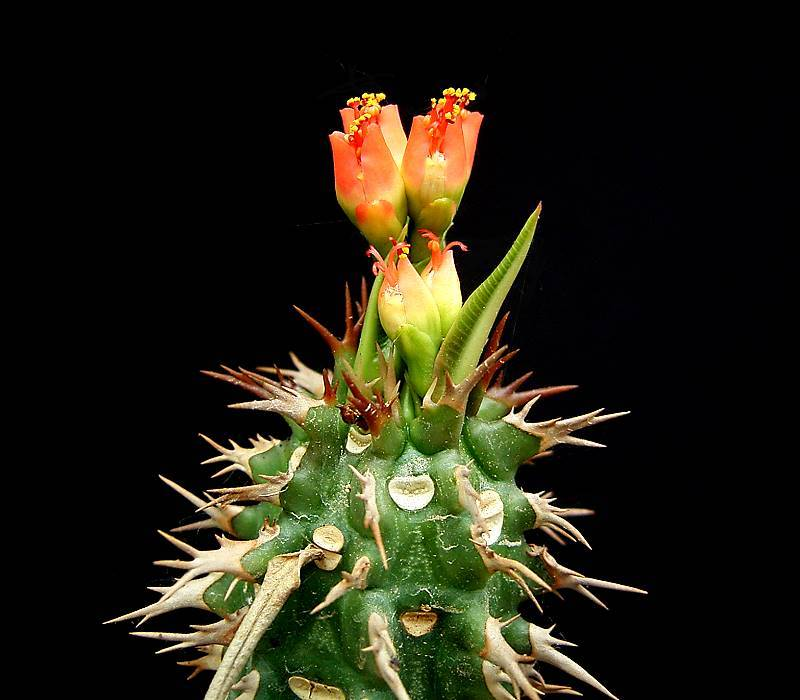
Triebspitze mit Blüten

Euphorbia viguieri ist eine Pflanzenart aus der Gattung Wolfsmilch (Euphorbia) in der Familie der Wolfsmilchgewächse (Euphorbiaceae).

## Beschreibung
Die sukkulente Euphorbia viguieri wächst meist unverzweigt mit einem einzelnen fünf- bis sechskantigem Stamm der bis zu 1 Meter Höhe und bis 3 Zentimeter im Durchmesser erreicht. Zur Basis hin ist der Stamm verschmälert. Die an der Spitze des Stammes dicht stehenden Blätter sind eiförmig und können bis 10 Zentimeter lang und 3 Zentimeter breit werden. Die Oberseite ist leuchtend grün und an der Basis rot gefärbt. Auf der Unterseite stehen weiße Adern hervor und die Blätter sind beinahe sitzend. Nach dem Laubabwurf verbleiben breite und elliptische Narben. Die bis 20 Millimeter langen Nebenblattdornen sind steif und geteilt ausgebildet, wobei sie sich an der Basis wieder vereinigen. 
Der Blütenstand besteht aus 4-fach gabeligen Cymen die an bis zu 4 Zentimeter langen Blütenstielen stehen. Die aufrechten und leuchtend roten Cyathophyllen umhüllen die eingeschlechtlichen, bis 2,5 Millimeter im Durchmesser großen Cyathien. Die Nektardrüsen sind sehr klein und die Früchte kahl. Der Samen ist mit Warzen besetzt.

## Verbreitung und Systematik
Euphorbia viguieri var. viguieri ist endemisch im Norden und Nordwesten von Madagaskar auf Granitfelsen verbreitet.
Die Erstbeschreibung der Art erfolgte 1921 durch Marcel Denis.
1995 beschrieben Eugène Ursch und Jacques Désiré Leandri vier Varietäten:
- Euphorbia viguieri var. ankarafantsiensis Ursch & Leandri
- Euphorbia viguieri var. capuroniana Ursch & Leandri
- Euphorbia viguieri var. tsimbazazae Ursch & Leandri
- Euphorbia viguieri var. vilanandrensis Ursch & Leandri